# Zamek w chmurach
Zamek w chmurach (ang. Castle in the Air) – amerykańska powieść fantasy dla dzieci i młodzieży (kategoryzowana jako young adult) napisana przez Dianę Wynne Jones. Po raz pierwszy została opublikowana w 1990 w USA. Pierwsze polskie wydanie ukazało się w 2006 nakładem wydawnictwa Amber, w tłumaczeniu Danuty Górskiej. Jest kontynuacją Ruchomego zamku Hauru, a jej akcja jest osadzona w tym samym świecie. Opowiada o przygodach młodego handlarza latającymi dywanami, Abdullaha. Historia jest zainspirowana Księgą tysiąca i jednej nocy. Pojawiają się w niej bohaterowie z poprzedniego domu, jednak są drugoplanowi i zazwyczaj występują w przebraniu.

## Fabuła
Abdullah jest przystojnym młodym sprzedawcą dywanów z Zanzibu, który marzy o byciu porwanym księciem. Pewnego dnia do jego stoiska podchodzi podróżnik, który sprzedaje mu magiczny dywan. W nocy mężczyzna zasypia na nim i budzi się w pięknym ogrodzie, w którym przebywa młoda kobieta, Kwiat Nocy. Myśląc, że śni, mówi jej, że jest prawdziwym księciem. Kobieta początkowo bierze Abdullaha za kobietę, ponieważ nigdy wcześniej nie widziała mężczyzny innego, niż jej stary ojciec. Abdullah obiecuje więc, że wróci następnej nocy z portretami wielu mężczyzn, aby mogła zdobyć lepsze rozeznanie. Gdy spełnia swoją obietnicę, para decyduje się na ślub.
Kwiat Nocy zostaje porwana przez ifryta. Ojciec dziewczyny, sułtan Zanzubu, łapie go, myśląc, że to on jest winny zniknięciu dziewczyny. W ten sposób Abdullah odkrywa, że jego ukochana jest księżniczką, córką sułtana. Władca obwinia protagonistę i wtrąca go do więzienia, grożąc, że wbije go na pal, jeśli Kwiat Nocy się nie odnajdzie. Abdullah zostaje uratowany przez swój magiczny dywan i ucieka z Zanzibu.
W ten sposób mężczyzna trafia na pustynię, gdzie spotyka bandytów mających przy sobie lampę z dżinem spełniającym jedno życzenie dziennie. W nocy Abdullah go kradnie i ucieka. Po spełnieniu życzenia trafia do Ingary i podróżuje z poznanym żołnierzem do Kingsbury szukając czarodzieja. W drodze natrafiają na kotkę oraz jej kociaka. Wkrótce mężczyzna prosi dżina o to, by pomógł mu odzyskać jego dywan. Pojawia się przed nim, wraz z ifrytem, który porwał Kwiat Nocy. Stworzenie nazywa się Hasruel i jest zmuszany przez swojego brata Dalzela do porywania księżniczek z całego świata. Wspólnie udają się do Kingsbuty, gdzie znajdują czarodzieja Sulimana. W ten sposób odkrywają, że kotka to tak naprawdę kobieta o imieniu Sophie Pendragon. Jej kociak to zaś jej syn, Morgan. Niestety, jeszcze w kociej formie pozostał w gospodzie wraz z żołnierzem, ale gdy rozpoczynają się poszukiwania, nie ma go tam.
Abdullah i Sophie proszą dywan, aby ten zabrał ich do Morgana. Ten wykonuje polecenie, zabierając ich do zamku znajdującego się w powietrzu. To zamek należący do Hauru, który został mu ukradziony i znacznie powiększony. Tam spotykają księżniczki i planują ucieczkę. Grupa pokonuje ifryty i uwalnia Hasruela, który wypędza swojego brata. Kwiat Nocy prosi zaś dżina w lampie, aby stał się wolny. Okazuje się on zaczarowanym mężem Sophie i ojcem Morgana, czarodziejem najwyższej rangi – Hauru Pendragonem.